# Список глав Уругвая

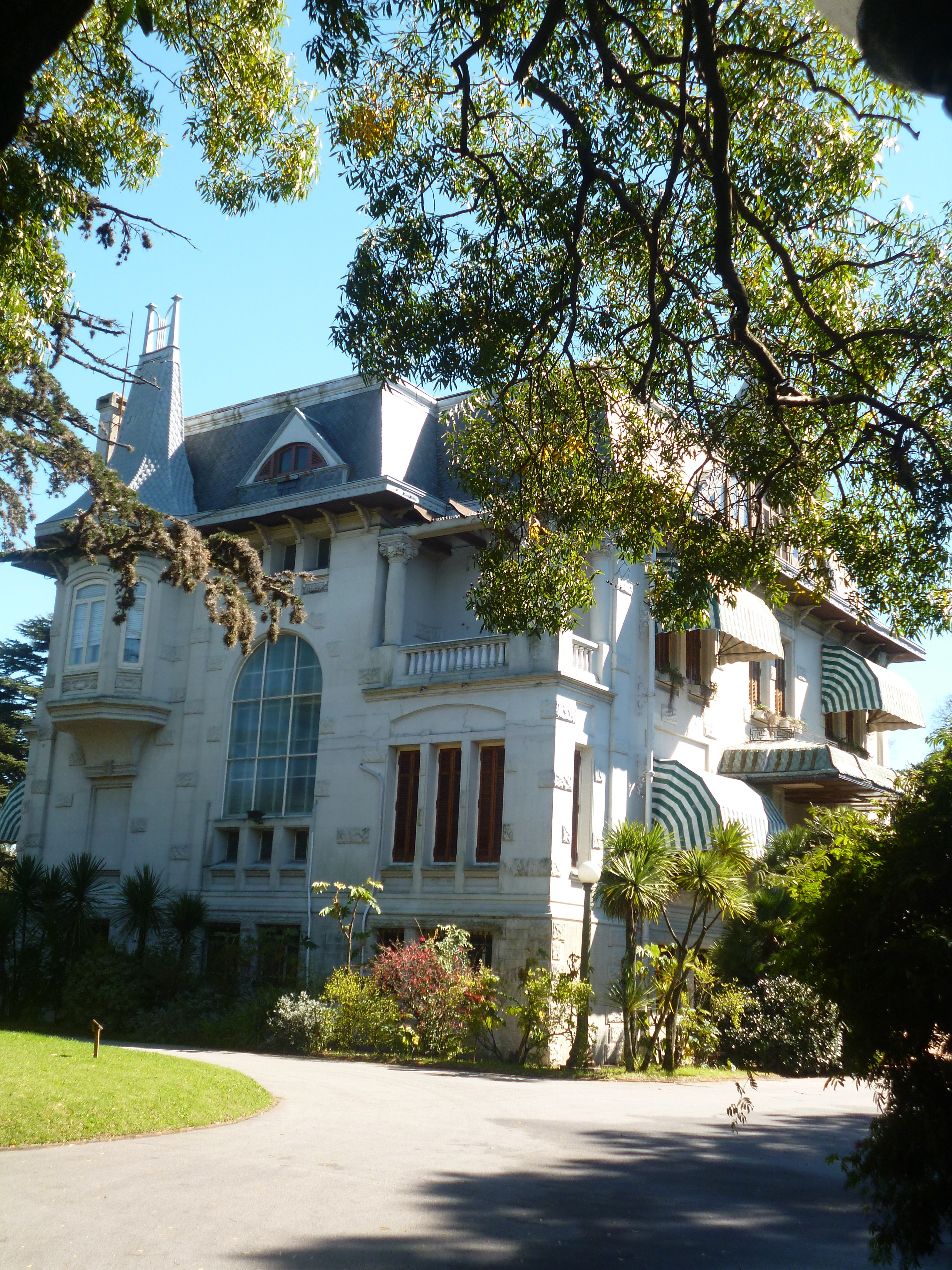
Президентская резиденция Суарес в районе Прадо, Монтевидео

Список глав Уругвая включает в себя лиц, являвшихся таковыми в Уругвае с момента обретения страной независимости как от испанской короны, так и от соперничающих за обладание этой территорией современных Аргентины и Бразилии. Обретённая в 1828 году независимость стала компромиссным итогом войны этих стран, обоюдно отказавшихся от своих претензий ().
В настоящее время главой государства и правительства является Президе́нт Восто́чной Респу́блики Уругва́й (исп. Presidente de la República Oriental del Uruguay), неофициально — Президе́нт Уругва́я (исп. Presidente del Uruguay). В соответствии со статьей 158 действующей конституции срок полномочий президента начинается 1 марта после даты избрания и в этот день истекает срок полномочий предыдущего президента. Срок полномочий как президента, так и вице-президента составляет пять лет, повторное их избрание возможно через пять лет после истечения первой каденции.
Уругвай дважды конституционно вводил коллегиальные формы исполнительной власти: в период действия второй конституции (1919—1933 годы) объём полномочий президента был сокращён за счёт создания Национального административного совета (), а в период действия пятой конституции (1952—1967 годы) пост президента был заменён коллегиальным Национальным правительственным советом ().
Применённая в первом столбце таблиц нумерация является условной (при этом в стране существует официальная нумерация конституционных президентских каденций, которая указана в столбце «Должность», повторные полномочия при этом указаны со сменой номера). Также условным является использование в первых столбцах цветовой заливки, служащей для упрощения восприятия принадлежности лиц к различным политическим силам без необходимости обращения к столбцу, отражающему партийную принадлежность. В случае, если продолжающиеся полномочия главы государства имели различный характер и основания (например, единый срок нахождения во главе государства лица, узурпировавшего власть после периода исполнения конституционных полномочий), это показано раздельно. В столбце «Выборы» отражены состоявшиеся выборные процедуры или иные основания, по которым лицо стало главой государства. Наряду с партийной принадлежностью, в столбце «Партия» также отражён внепартийный (независимый) статус персоналий, или их принадлежность к вооружённым силам, когда они выступали как самостоятельная политическая сила.

## Провозглашение независимости
При ликвидации на территории современного Уругвая власти испанской короны за включение его в свой состав соперничали провозглашённые в Буэнос-Айресе Соединённые провинции Южной Америки и Соединённое королевство Португалии, Бразилии и Алгарве (с 1822 года ставшее Бразильской империей). На контролируемых ими территориях соперники создали соответственно провинции Орьенталь-дель-Рио-де-ла-Плата (исп. Provincia Oriental del Río de la Plata, «восточнее реки Ла-Платы») и Сисплатина (порт. Província Cisplatina, «по эту сторону Ла-Платы»).
После 1817 года контроль над спорной территорией получили бразильцы, в 1821 году её аннексировавшие, однако 25 августа 1825 года делегаты организованного в городе Флорида конгресса провозгласили независимость от северной монархии и присоединение к республиканцам юга. Начавшаяся аргентино-бразильская война завершилась подписанием 27 августа 1828 года в Рио-де-Жанейро Предварительной мирной конвенции (исп. Convención Preliminar de Paz, порт. Convenção Preliminar de Paz), по которой Уругвай обрёл независимость от притязаний соседних стран. Дата ратификации конвенции в Монтевидео 4 октября 1828 года является фактическим днём появления независимого Уругвая; до сих пор не утихают споры о необходимости приурочить к ней празднование Дня независимости, отмечаемого 25 августа согласно принятой в 1825 году Декларации независимости (по мнению сторонников переноса, — однобокой независимости от Бразилии, но не от Аргентины).

## От принятия конституции до «Великой войны» (1828—1852)
Главой нового государства де-факто стал избранный 19 сентября 1825 года на Флоридском конгрессе временным губернатором и капитан-генералом провинции Орьенталь-дель-Рио-де-ла-Плата (исп. Gobernador y Capitán General Provisorio del Provincia Oriental del Río de la Plata) бригадный генерал Хуан Антонио Лавальеха. Находясь в действующей армии во время аргентино-бразильской войны, он делегировал гражданское администрирование сначала Хоакину Суаресу, затем Луису Эдуардо Пересу. Созванное Лавальехой в октябре 1828 года и впервые собравшееся в Сан-Хосе-де-Майо 22 ноября 1828 года Почётное собрание провинции (исп. Honorable Junta de la Provincia) спустя два дня провозгласило себя Всеобщей учредительной и законодательной ассамблеей Государства Монтевидео и избрало 1 декабря 1828 года временным губернатором и капитан-генералом Государства Монтевидео (исп. Gobernador y Capitán General Provisorio del Estado de Montevideo) Хосе Рондо (в течение 20 дней его замещал Хоакин Суарес). С 17 декабря 1828 года местом работы ассамблеи стал Канелонес, а с 15 февраля 1829 года — Монтевидео; 6 мая началось обсуждение конституции и на следующий день принято новое название государства: Восточное Государство Уругвай (исп. Estado Oriental del Uruguay, «государство восточнее Уругвая»), 10 сентября её одобренный проект был опубликован, после чего согласно статье 7 конвенции 1828 года направлен в Буэнос-Айрес и Рио-де-Жанейро на согласование подписавшими её правительствами. 17 апреля 1830 года Рондо подал в отставку и к руководству вернулся Лавальеха. Процесс принятия первой конституции, провозгласившей Восточную Республику Уругвай (исп. República Oriental del Uruguay, «республика восточнее Уругвая») завершился её принятием в ассамблее 28 июня 1830 года и народной промульгацией 18 июля 1830 года. Конституция установила избрание президента на четырёхлетний срок двухпалатной Генеральной ассамблеей, принятые им решения должны были поддержаны подписью хотя бы одного из министров. Победу на первых президентских выборах, прошедших 24 октября 1830 года, одержала кандидатура Фруктуосо Риверы, находившегося за границей, поэтому до его возвращения для принесения присяги временным главой государства стал президент сената Луис Эдуардо Перес.
24 октября 1834 года Ривера подал в отставку, предложив для избрания президентом кандидатуру министра обороны Мануэля Орибе, сам приняв военное командование. В 1836 году было оформлено создание обеих политических партий, «Колорадо» (красная, или цветная) и «Бланко» (белая), названных по цветам партийной символики, чьё соперничество определяло политическую повестку Уругвая вплоть до XXI века, а в первые годы после их создания — переросло в вооружённый гражданский конфликт. Когда Ривера (возглавивший «колорадос») поддержал силы, провозгласившие в южной Бразилии Республику Риу-Гранди, где началась война Фаррапус, это послужило Орибе (лидеру «бланкистов») поводом передать военное командование своему брату. Отказавшись подчиниться, Ривера поднял восстание и осадил столицу; 24 октября 1838 года Орибе сложил полномочия и отбыл в Буэнос-Айрес, и вскоре Ривера добился нового президентского мандата. Лидер Аргентинской Конфедерации Хуан Мануэль де Росас не признал правительство Риверы и оказал военную помощь Орибе. В охватившую страну гражданскую войну (называемую «Великая война», исп. La Guerra Grande), продолжавшуюся с 1839 по 1852 годы, были вовлечены флоты Англии и Франции, легионеры из нескольких европейских стран, а конфликт Аргентины и Бразилии, поддержавших противоборствующие уругвайские стороны, вылился в Лаплатскую войну между ними. Главным событием противостояния стала «великая осада Монтевидео», где с 1843 по 1851 годы действовало созданное колорадос «правительство обороны», в то время как остальная территория контролировалась созданным бланкистами «правительством Серрито», работавшим в тогдашнем столичном предместье Серрито-де-ла-Виктория. После истечения конституционного срока Риверы правительство колорадос, обороняющее столицу, с 1843 по 1852 годы возглавлял президент сената Хоакин Суарес. Завершению ставшего международным конфликта послужили успешные действия губернатора аргентинской провинции Энтре-Риос Хусто Хосе де Уркисы, который, действуя совместно с бразильцами и колорадос, разбил и заставил 8 октября 1851 года капитулировать силы Орибе, сняв его блокаду уругвайской столицы, а 3 февраля 1852 года в битве при Касеросе при поддержке контингентов своих союзников нанёс поражение главному союзнику бланкистов губернатору Буэнос-Айреса Росасу.
Курсивом на сером фоне показаны даты начала и окончания полномочий органов власти, являвшихся альтернативными по отношению к действующему главе государства или временно его замещающих.
|        | Портрет       | Имя (годы жизни) | Полномочия                                                                       | Полномочия      | Партия          | Выборы       | Должность | Пр.                  |
| Начало | Портрет       | Имя (годы жизни) | Окончание                                                                        |                 | Партия          | Выборы       | Должность | Пр.                  |
| ------ | ------------- | --- | -------------------------------------------------------------------------------- | --------------- | --------------- | ------------ | --- | -------------------- |
| 1 (I)  |               | Хуан Антонио Лавальеха-и-де ла Торре (1784—1853) исп. Juan Antonio Lavalleja y de la Torre                          | 19 сентября 1825 (избран) 4 октября 1828 (ратификация конвенции о независимости) | 2 декабря 1828  | независимый     | [ комм. 3 ]  | временный губернатор и капитан-генерал провинции исп. Gobernador y Capitán General Provisorio del Provincia        | [ 13 ] [ 29 ] [ 30 ] |
| —      |               | Хоакин Луис Мигель Суарес де Рондело-и-Фернандес (1781—1868) исп. Joaquín Luis Miguel Suárez de Rondelo y Fernández | 5 июля 1826                                                                      | 12 октября 1827 | независимый     | [ комм. 5 ]  | губернатор-делегат исп. Gobernador delegado                                                                        | [ 31 ] [ 32 ] [ 33 ] |
| —      |               | Луис Эдуардо Перес-и-Пагола (1774—1841) исп. Luis Eduardo Pérez y Pagola                                            | 7 декабря 1827                                                                   | 1 декабря 1828  | независимый     | [ комм. 5 ]  | губернатор-делегат исп. Gobernador delegado                                                                        | [ 34 ] [ 35 ] [ 36 ] |
| 2      |               | Хоакин Луис Мигель Суарес де Рондело-и-Фернандес (1781—1868) исп. Joaquín Luis Miguel Suárez de Rondelo y Fernández | 2 декабря 1828                                                                   | 22 декабря 1828 | независимый     | [ комм. 6 ]  | временный губернатор и капитан-генерал государства исп. Gobernador y Capitán General Provisorio del Estado         | [ 31 ] [ 32 ] [ 33 ] |
| 3      |               | Хосе Касимиро Рондо Перейра (1775—1844) исп. José Casimiro Rondeau Pereyra                                          | 22 декабря 1828                                                                  | 17 апреля 1830  | независимый     | [ комм. 8 ]  | временный губернатор и капитан-генерал государства исп. Gobernador y Capitán General Provisorio del Estado         | [ 37 ] [ 38 ] [ 39 ] |
| 1 (II) |               | Хуан Антонио Лавальеха-и-де ла Торре (1784—1853) исп. Juan Antonio Lavalleja y de la Torre                          | 17 апреля 1830                                                                   | 24 октября 1830 | независимый     | [ комм. 8 ]  | временный губернатор и капитан-генерал государства исп. Gobernador y Capitán General Provisorio del Estado         | [ 13 ] [ 29 ] [ 30 ] |
| 4      |               | Луис Эдуардо Перес-и-Пагола (1774—1841) исп. Luis Eduardo Pérez y Pagola                                            | 24 октября 1830                                                                  | 6 ноября 1830   | независимый     | [ комм. 10 ] | президент сената, осуществляющий исполнительную власть исп. Presidente del senado en ejercicio del Poder Ejecutivo | [ 34 ] [ 16 ] [ 36 ] |
| 5 (I)  |               | Хосе Фруктуосо Ривера-и-Тоскана (1784—1854) исп. José Fructuoso Rivera y Toscana                                    | 6 ноября 1830                                                                    | 24 октября 1834 | независимый     | 1830         | 1-й конституционный президент исп. 1° presidente constitucional                                                    | [ 40 ] [ 41 ] [ 42 ] |
| 6      |               | Карлос Анайя-и-Лопес Камело (1777—1862) исп. Carlos Anaya y López Camelo                                            | 24 октября 1834                                                                  | 1 марта 1835    | независимый     | [ комм. 10 ] | президент сената, осуществляющий исполнительную власть исп. Presidente del senado en ejercicio del Poder Ejecutivo | [ 43 ] [ 44 ] [ 45 ] |
| 7 (I)  |               | Мануэль Сеферино Орибе-и-Вьяна (1792—1857) исп. Manuel Ceferino Oribe y Viana                                       | 1 марта 1835                                                                     | 24 октября 1838 | независимый     | [ комм. 12 ] | 2-й конституционный президент исп. 2° presidente constitucional                                                    | [ 46 ] [ 47 ] [ 48 ] |
|        | Партия Бланко | Мануэль Сеферино Орибе-и-Вьяна (1792—1857) исп. Manuel Ceferino Oribe y Viana                                       | 1 марта 1835                                                                     | 24 октября 1838 |                 | [ комм. 12 ] | 2-й конституционный президент исп. 2° presidente constitucional                                                    | [ 46 ] [ 47 ] [ 48 ] |
| 8 (I)  |               | Габриэль Антонио Хосе Перейра Вильягран (1794—1861) исп. Gabriel Antonio José Pereira Villagrán                     | 24 октября 1838                                                                  | 11 ноября 1838  | независимый     | [ комм. 10 ] | президент сената, осуществляющий исполнительную власть исп. Presidente del senado en ejercicio del Poder Ejecutivo | [ 49 ] [ 50 ] [ 51 ] |
| 5 (II) |               | Хосе Фруктуосо Ривера-и-Тоскана (1784—1854) исп. José Fructuoso Rivera y Toscana                                    | 11 ноября 1838                                                                   | 1 марта 1843    | Партия Колорадо | [ комм. 12 ] | 3-й конституционный президент исп. 3° presidente constitucional                                                    | [ 40 ] [ 41 ] [ 42 ] |
| —      |               | Мануэль Сеферино Орибе-и-Вьяна (1792—1857) исп. Manuel Ceferino Oribe y Viana                                       | 16 февраля 1843                                                                  | 8 октября 1851  | Партия Бланко   | [ комм. 16 ] | президент (самопровозглашённый) исп. presidente autoproclamado                                                     | [ 46 ] [ 47 ] [ 48 ] |
| 2 (II) |               | Хоакин Луис Мигель Суарес де Рондело-и-Фернандес (1781—1868) исп. Joaquín Luis Miguel Suárez de Rondelo y Fernández | 1 марта 1843                                                                     | 16 февраля 1852 | Партия Колорадо | [ комм. 18 ] | президент сената, осуществляющий исполнительную власть исп. Presidente del senado en ejercicio del Poder Ejecutivo | [ 31 ] [ 32 ] [ 33 ] |

## Политика фузионизма (1851—1864)
Хоакин Суарес, возглавлявший «правительство обороны» в период гражданской войны, после восстановления в стране единства государственного управления подал 16 февраля 1852 года в отставку, передав пост президента сената Бернардо Пруденсио Берро. Завершение противостояния, произошедшее под лозунгом «ни победителей, ни побеждённых», требовало интегрировать его участников, что составило «политику слияния» (фузионизма, исп. Política de Fusión): бланкист Хуан Франсиско Хиро был избран президентом, Венансио Флорес — ведущая фигура в партии Колорадо — возглавил военное и морское министерство. Острые споры вызывали любые вопросы: заключение договора о границе с Бразилией (отказ от уругвайских претензий на север Восточной полосы), создание в противовес армии (где преобладали колорадос) сил национальной гвардии, передача государству таможенных сборов (взимавшихся комиссией с частным участием). Утратив контроль над правительством, Хиро 24 сентября 1853 года укрылся во французском представительстве, а для завершения срока его полномочий был образован правящий триумвират (исп. Triunvirato de Gobierno), в состав которого вошли Флорес, Фруктуосо Ривера и Хуан Антонио Лавальеха. Скорые смерти Лавальехи (22 октября 1853 года) и Риверы (13 января 1854 года) сосредоточили полномочия в руках Флореса, и 12 марта 1854 года он был избран президентом для завершения конституционного срока Хиро, однако 10 сентября 1855 года подал в отставку в результате «восстания консерваторов».
Следующим президентом после полутора лет исполнения полномочий главами сената, был избран колорадос Габриэль Антонио Перейра, в 1860 году конституционно передавший пост избранному его преемником бланкисту Берро. В 1863 году с критикой фузионизма, как отражающего интересы исключительно партии Бланко, выступил Флорес, когда-то ставший создателем концепции примирения. Оказав в 1861 году помощь лидеру непризнанного Государства Буэнос-Айрес Бартоломе Митре в его борьбе с федералистским правительством Аргентинской конфедерации (отряды колорадос участвовали в решающих сражениях между ними, включая завершившую войну победой Миро битву при Павоне), в качестве ответного шага Флорес, начав в середине 1863 года «освободительный поход» против уругвайского правительства, получил поддержку в виде вошедших в отряды колорадос аргентинских волонтёров, участия аргентинских судов в снабжении и доставке в Уругвай вооружённых отрядов, блокированию аргентинским флотом попыток уругвайского флота воспрепятствовать их высадке. В то же время правительство Берро в начавшейся гражданской войне получило помощь от аргентинских федералистов, проигравших на родине Миро, и активно выстраивало союзнические отношения с Парагваем.
Курсивом на сером фоне показаны даты начала и окончания полномочий органов власти, являвшихся альтернативными по отношению к действующему главе государства.
|        | Портрет       | Имя (годы жизни) | Полномочия       | Полномочия       | Партия           | Выборы                                                          | Должность | Пр.                  |
| Начало | Портрет       | Имя (годы жизни) | Окончание        |                  | Партия           | Выборы                                                          | Должность | Пр.                  |
| ------ | ------------- | --- | ---------------- | ---------------- | ---------------- | --------------------------------------------------------------- | --- | -------------------- |
| 9 (I)  |               | Бернардо Пруденсио Берро Ларраньяга (1803—1868) исп. Bernardo Prudencio Berro Larrañaga                                       | 16 февраля 1852  | 1 марта 1852     | Партия Бланко    | [ комм. 10 ]                                                    | президент сената, осуществляющий исполнительную власть исп. Presidente del senado en ejercicio del Poder Ejecutivo | [ 56 ] [ 57 ] [ 58 ] |
| 10     |               | Хуан Франсиско Хосе Хиро Суфриатеги (1791—1863) исп. Juan Francisco José Giró Zufriategui                                     | 1 марта 1852     | 24 сентября 1853 | Партия Бланко    | [ комм. 12 ]                                                    | 4-й конституционный президент исп. 4° presidente constitucional                                                    | [ 59 ] [ 60 ] [ 61 ] |
| —      |               | Хуан Антонио Лавальеха-и-де ла Торре (1784—1853) исп. Juan Antonio Lavalleja y de la Torre                                    | 25 сентября 1853 | 22 октября 1853  | независимый      | [ комм. 23 ]                                                    | триумвир (исп. triunviro)                                                                                          | [ 13 ] [ 29 ] [ 30 ] |
| —      |               | Хосе Фруктуосо Ривера-и-Тоскана (1784—1854) исп. José Fructuoso Rivera y Toscana                                              | 25 сентября 1853 | 13 января 1854   | Партия Колорадо  | [ комм. 23 ]                                                    | триумвир (исп. triunviro)                                                                                          | [ 40 ] [ 41 ] [ 42 ] |
| —      |               | Венансио Флорес Барриос (1808—1868) исп. Venancio Flores Barrios                                                              | 25 сентября 1853 | 12 марта 1854    | Партия Колорадо  | [ комм. 23 ]                                                    | триумвир (исп. triunviro)                                                                                          | [ 62 ] [ 63 ] [ 64 ] |
| 11 (I) | 12 марта 1854 | Венансио Флорес Барриос (1808—1868) исп. Venancio Flores Barrios                                                              | 10 сентября 1855 | [ комм. 12 ]     | Партия Колорадо  | 5-й конституционный президент исп. 5° presidente constitucional | | [ 62 ] [ 63 ] [ 64 ] |
| —      |               | Луис Мария Гало де ла Сантисима Тринидад Ламас Регера (1793—1864) исп. Luis María Galo de la Santísima Trinidad Lamas Reguera | 29 августа 1855  | 10 сентября 1855 | Либеральный союз | [ комм. 27 ]                                                    | временный губернатор исп. gobernador provisional                                                                   | [ 52 ] [ 65 ] [ 66 ] |
| 12     |               | Басилио Мануэль Бустаманте Пирис (1785—1863) исп. Manuel Basilio Bustamante Piris                                             | 10 сентября 1855 | 15 февраля 1856  | Партия Колорадо  | [ комм. 10 ]                                                    | президент сената, осуществляющий исполнительную власть исп. Presidente del senado en ejercicio del Poder Ejecutivo | [ 67 ] [ 68 ] [ 69 ] |
| 13     |               | Хосе Мария Пла Мачадо (1794—1869) исп. José María Plá Machado                                                                 | 15 февраля 1856  | 1 марта 1856     | Партия Колорадо  | [ комм. 10 ]                                                    | президент сената, осуществляющий исполнительную власть исп. Presidente del senado en ejercicio del Poder Ejecutivo | [ 70 ] [ 71 ]        |
| 8 (II) |               | Габриэль Антонио Хосе Перейра Вильягран (1794—1861) исп. Gabriel Antonio José Pereira Villagrán                               | 1 марта 1856     | 1 марта 1860     | Партия Колорадо  | [ комм. 12 ]                                                    | 6-й конституционный президент исп. 6° presidente constitucional                                                    | [ 49 ] [ 50 ] [ 51 ] |
| 9 (II) |               | Бернардо Пруденсио Берро Ларраньяга (1803—1868) исп. Bernardo Prudencio Berro Larrañaga                                       | 1 марта 1860     | 1 марта 1864     | Партия Бланко    | [ комм. 12 ]                                                    | 7-й конституционный президент исп. 7° presidente constitucional                                                    | [ 56 ] [ 57 ] [ 58 ] |

## Бразильское вторжение и диктатура Флореса (1864—1868)
В условиях гражданской войны, развернувшейся с началом «освободительного похода» возглавляемых Венансио Флоресом колорадос против правительства Бернардо Пруденсио Берро, после истечения его полномочий президентские выборы не состоялись и страну 1 марта 1864 года возглавил президент сената Атанасио Агирре. Вовлечённость в конфликт Аргентины (в виде союза правительства Бартоломе Митре с Флоренсом и, напротив, федералистская поддержка Агирре), усугубилась вмешательством Бразилии под предлогом защиты трансграничных интересов, собственности и жизни многочисленных бразильских поселенцев. В начале августа 1864 года Агирре отверг предъявленный ему бразильским послом ультиматум, чему способствовало обещание помощи, выраженное парагвайским авторитарным президентом Франсиско Солано Лопес. Вскоре Бразилия осуществила полномасштабное вторжение с целью свержения правительства бланкистов, однако формальное объявление ею войны произошло только 19 января 1865 года, когда значительная часть Уругвая была оккупирована.
Лопес, санкционировав многочисленные инциденты, включая захват на реке Парагвай бразильского парохода «Marquês de Olinda» с грузом золота, 13 декабря 1864 года объявил войну Бразилии. Поскольку Бартоломе Митре не разрешил армии Парагвая пройти через аргентинскую территорию для соединения с уругвайскими бланкистами, 18 марта 1865 года последовало объявление Лопесом войны Аргентине. Между тем 15 февраля 1865 года истёк срок полномочий Агирре и новым президентом сената (с правами временного президента) был избран Томас Вильяльба, стремившийся к установлению мира. 20 февраля 1865 года Флорес и представитель Вильяльбы подписали перемирие, по условиям которого объявлялась всеобщая амнистия, а Флорес провозглашался временным губернатором с диктаторскими полномочиями. Он оставил этот пост 15 февраля 1868 года, в преддверии президентских выборов (и был застрелен неустановленными лицами через 5 дней).
Сформированное Флоресом правительство вошло в союз с Бразилией и Аргентиной в войне с Парагваем; в итоге первоначальные успехи Лопеса обернулись для Парагвая национальной катастрофой, утратой значительных территорий и депопуляцией населения.
|         | Портрет | Имя (годы жизни)                                                                      | Полномочия      | Полномочия      | Партия          | Выборы       | Должность | Пр.                  |
| Начало  | Портрет | Имя (годы жизни)                                                                      | Окончание       |                 | Партия          | Выборы       | Должность | Пр.                  |
| ------- | ------- | ------------------------------------------------------------------------------------- | --------------- | --------------- | --------------- | ------------ | --- | -------------------- |
| 14      |         | Атанасио де ла Крус Агирре Агуадо (1801—1875) исп. Atanasio de la Cruz Aguirre Aguado | 1 марта 1864    | 15 февраля 1865 | Партия Бланко   | [ комм. 10 ] | президент сената, осуществляющий исполнительную власть исп. Presidente del senado en ejercicio del Poder Ejecutivo | [ 78 ] [ 79 ] [ 80 ] |
| 15      |         | Томас Вильяльба Альбин (1805—1886) исп. Tomás Villalba Albín                          | 15 февраля 1865 | 20 февраля 1865 | Партия Бланко   | [ комм. 10 ] | президент сената, осуществляющий исполнительную власть исп. Presidente del senado en ejercicio del Poder Ejecutivo | [ 81 ] [ 82 ] [ 83 ] |
| 11 (II) |         | Венансио Флорес Барриос (1808—1868) исп. Venancio Flores Barrios                      | 20 февраля 1865 | 15 февраля 1868 | Партия Колорадо | [ комм. 30 ] | временный губернатор исп. gobernador provisorio                                                                    | [ 62 ] [ 63 ] [ 64 ] |

## Доминирование партии Колорадо (1868—1919)

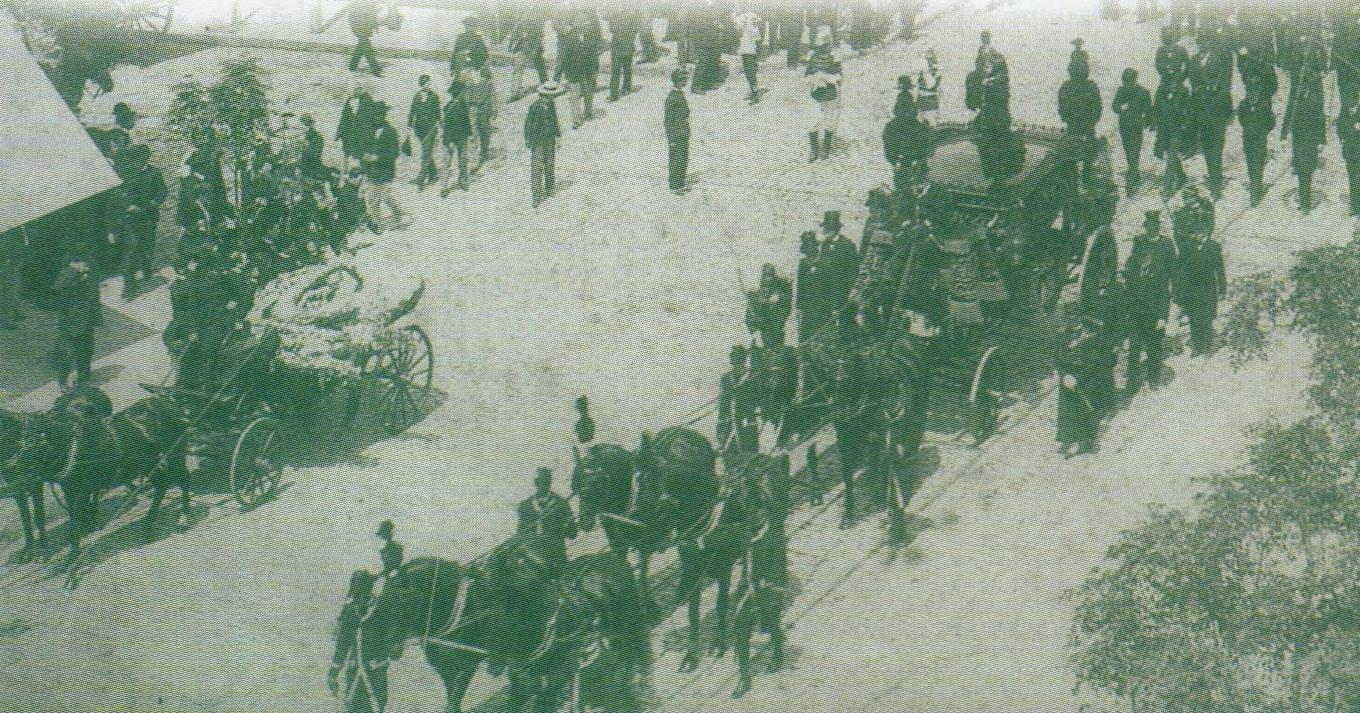
Погребальная процессия Хуана Идиарте Борды, единственного убитого уругвайского президента, 1897 год

Со времени правления Венансио Флореса сторонники партии Колорадо получали различные преференции, сохранённые избранным в 1868 году президентом Лоренсо Батлье-и-Грау, что привело через 2 года к восстанию сторонников партии Бланко, названному «революцией пик». Не сумев справиться с ситуацией, президент 1 марта 1872 года передал полномочия президенту сената Томасу Гоменсоро, который через месяц смог заключить «апрельский мир» (исп. Paz de Abril), закрепивший за бланкистами право возглавить 4 из 13 департаментов страны. Избранный в 1873 году президентом Хосе Эухенио Эльяури после военного мятежа подал в отставку, передав 15 января 1875 года полномочия временному губернатору Педро Вареле, который их сложил перед чрезвычайной сессией Генеральной ассамблеи, но был на ней избран президентом. После нового мятежа он также покинул пост, 10 марта 1876 года временным губернатором с диктаторскими полномочиями стал военный и морской министр Лоренсо Латорре, справившийся с анархией и избранный в 1879 году президентом при поддержке обеих партий, однако 15 марта 1880 года подавший в отставку (назвав её причиной невозможность управления страной при неконструктивном участии парламента). Установившийся порядок, когда во главе государства стояли представители партии Колорадо, продержался вплоть до середины XX века, несмотря на многочисленные мятежи и попытки создать революционные правительства (революция 1897 года, революция 1904 года, центральной фигурой обеих был каудильо Апарисио Саравиа). Полномочия президента неоднократно прекращались досрочно его отставкой и, по действующей до 1919 года конституции, передавались президенту сената.
Избранный в 1890 году Хулио Эррера-и-Обес стал первым гражданским президентом в истории страны. После убийства Хуана Идиарте Борды (застреленного на улице Монтевидео 10 августа 1897 года после церковной службы), его временный преемник Хуан Линдольфо Куэстас узурпировал власть, распустив 10 февраля 1898 года парламент, однако вскоре восстановил его работу и получил президентский мандат конституционно.
|           | Портрет         | Имя (годы жизни)                                                                                   | Полномочия            | Полномочия            | Партия          | Выборы                                                            | Должность | Пр.                     |
| Начало    | Портрет         | Имя (годы жизни)                                                                                   | Окончание             |                       | Партия          | Выборы                                                            | Должность | Пр.                     |
| --------- | --------------- | -------------------------------------------------------------------------------------------------- | --------------------- | --------------------- | --------------- | ----------------------------------------------------------------- | --- | ----------------------- |
| 16 (I)    |                 | Педро Хосе Варела Оливера (1837—1906) исп. Pedro José Varela Olivera                               | 15 февраля 1868       | 1 марта 1868          | Партия Колорадо | [ комм. 10 ]                                                      | президент сената, осуществляющий исполнительную власть исп. Presidente del senado en ejercicio del Poder Ejecutivo | [ 95 ] [ 96 ] [ 97 ]    |
| 17        |                 | Лоренсо Кристобаль Мануэль Батлье-и-Грау (1810—1887) исп. Lorenzo Cristóbal Manuel Batlle y Grau   | 1 марта 1868          | 1 марта 1872          | Партия Колорадо | [ комм. 12 ]                                                      | 8-й конституционный президент исп. 8° presidente constitucional                                                    | [ 98 ] [ 99 ] [ 100 ]   |
| 18        |                 | Томас Хосе дель Кармен Гоменсоро Альбин (1810—1900) исп. Tomás José del Carmen Gomensoro Albín     | 1 марта 1872          | 1 марта 1873          | Партия Колорадо | [ комм. 10 ]                                                      | президент сената, осуществляющий исполнительную власть исп. Presidente del senado en ejercicio del Poder Ejecutivo | [ 101 ] [ 102 ] [ 103 ] |
| 19        |                 | Хосе Эухенио Эльяури Обес (1834—1894) исп. José Eugenio Ellauri Obes                               | 1 марта 1873          | 15 января 1875        | Партия Колорадо | [ комм. 12 ]                                                      | 9-й конституционный президент исп. 9° presidente constitucional                                                    | [ 104 ] [ 105 ] [ 106 ] |
| 16 (II)   |                 | Педро Хосе Варела Оливера (1837—1906) исп. Pedro José Varela Olivera                               | 15 января 1875        | 22 января 1875        | Партия Колорадо | [ комм. 33 ]                                                      | временный губернатор исп. gobernador provisorio                                                                    | [ 95 ] [ 96 ] [ 97 ]    |
| 20        |                 | Педро Эстебан Карве Перес (1839—1894) исп. Pedro Esteban Carve Pérez                               | 22 января 1875 (часы) | 22 января 1875 (часы) | Партия Колорадо | [ комм. 10 ]                                                      | президент сената, осуществляющий исполнительную власть исп. Presidente del senado en ejercicio del Poder Ejecutivo | [ 71 ]                  |
| 16 (III)  |                 | Педро Хосе Варела Оливера (1837—1906) исп. Pedro José Varela Olivera                               | 22 января 1875        | 10 марта 1876         | Партия Колорадо | [ комм. 12 ]                                                      | 10-й конституционный президент исп. 10° presidente constitucional                                                  | [ 95 ] [ 96 ] [ 97 ]    |
| 21 (I—II) |                 | Лоренсо Антонио Иносенсио Латорре Хампен (1844—1916) исп. Lorenzo Antonio Inocencio Latorre Jampen | 10 марта 1876         | 1 марта 1879          | Партия Колорадо | [ комм. 34 ]                                                      | временный губернатор исп. gobernador provisorio                                                                    | [ 87 ] [ 107 ] [ 108 ]  |
|           | 1 марта 1879    | Лоренсо Антонио Иносенсио Латорре Хампен (1844—1916) исп. Lorenzo Antonio Inocencio Latorre Jampen | 15 марта 1880         | [ комм. 12 ]          | Партия Колорадо | 11-й конституционный президент исп. 11° presidente constitucional | | [ 87 ] [ 107 ] [ 108 ]  |
| 22 (I)    |                 | Франсиско Антонио Видаль Сильва (1825—1889) исп. Francisco Antonino Vidal Silva                    | 15 марта 1880         | [ комм. 12 ]          | Партия Колорадо | 1 марта 1882                                                      | 12-й конституционный президент исп. 12° presidente constitucional                                                  | [ 109 ] [ 110 ] [ 111 ] |
| 23 (I)    |                 | Максимо Бенито Сантос Барбоса (1847—1889) исп. Máximo Benito Santos Barbosa                        | 1 марта 1882          | [ комм. 12 ]          | Партия Колорадо | 1 марта 1886                                                      | 13-й конституционный президент исп. 13° presidente constitucional                                                  | [ 112 ] [ 113 ] [ 114 ] |
| 22 (II)   |                 | Франсиско Антонио Видаль Сильва (1825—1889) исп. Francisco Antonino Vidal Silva                    | 1 марта 1886          | [ комм. 12 ]          | Партия Колорадо | 24 мая 1886                                                       | 14-й конституционный президент исп. 14° presidente constitucional                                                  | [ 109 ] [ 110 ] [ 111 ] |
| 23 (II)   |                 | Максимо Бенито Сантос Барбоса (1847—1889) исп. Máximo Benito Santos Barbosa                        | 24 мая 1886           | 18 ноября 1886        | Партия Колорадо | [ комм. 10 ]                                                      | президент сената, осуществляющий исполнительную власть исп. Presidente del senado en ejercicio del Poder Ejecutivo | [ 112 ] [ 113 ] [ 114 ] |
| 24        |                 | Максимо Тахес Касерес (1852—1912) исп. Máximo Tajes Cáceres                                        | 18 ноября 1886        | 1 марта 1890          | Партия Колорадо | [ комм. 12 ]                                                      | 15-й конституционный президент исп. 15° presidente constitucional                                                  | [ 115 ] [ 116 ] [ 117 ] |
| 25        |                 | Хулио Хулиан Басилио Эррера-и-Обес (1841—1912) исп. Julio Julián Basilio Herrera y Obes            | 1 марта 1890          | 1 марта 1894          | Партия Колорадо | [ комм. 12 ]                                                      | 16-й конституционный президент исп. 16° presidente constitucional                                                  | [ 93 ] [ 118 ] [ 119 ]  |
| 26        |                 | Дункан Антонио Стюарт Ахель (1833—1923) исп. Duncan Antonio Stewart Agell                          | 1 марта 1894          | 21 марта 1894         | Партия Колорадо | [ комм. 10 ]                                                      | президент сената, осуществляющий исполнительную власть исп. Presidente del senado en ejercicio del Poder Ejecutivo | [ 71 ] [ 120 ]          |
| 27        |                 | Хуан Баутиста Идиарте Борда-и-Соумастре (1844—1897) исп. Juan Bautista Idiarte Borda y Soumastre   | 21 марта 1894         | 25 августа 1897       | Партия Колорадо | [ комм. 12 ]                                                      | 17-й конституционный президент исп. 17° presidente constitucional                                                  | [ 121 ] [ 122 ] [ 123 ] |
| 28 (I—II) |                 | Хуан Линдольфо де лос Рейес Куэстас Йорк (1837—1905) исп. Juan Lindolfo de los Reyes Cuestas York  | 25 августа 1897       | 10 февраля 1898       | Партия Колорадо | [ комм. 10 ]                                                      | президент сената, осуществляющий исполнительную власть исп. Presidente del senado en ejercicio del Poder Ejecutivo | [ 94 ] [ 124 ] [ 125 ]  |
|           | 10 февраля 1898 | Хуан Линдольфо де лос Рейес Куэстас Йорк (1837—1905) исп. Juan Lindolfo de los Reyes Cuestas York  | 15 февраля 1899       | [ комм. 37 ]          | Партия Колорадо | президент де-факто                                                | | [ 94 ] [ 124 ] [ 125 ]  |
| 29 (I)    |                 | Хосе Пабло Торквато Батлье-и-Ордоньес (1856—1929) исп. José Pablo Torcuato Batlle y Ordóñez        | 15 февраля 1899       | 1 марта 1899          | Партия Колорадо | [ комм. 10 ]                                                      | президент сената, осуществляющий исполнительную власть исп. Presidente del senado en ejercicio del Poder Ejecutivo | [ 126 ] [ 127 ] [ 128 ] |
| 28 (III)  |                 | Хуан Линдольфо де лос Рейес Куэстас Йорк (1837—1905) исп. Juan Lindolfo de los Reyes Cuestas York  | 1 марта 1899          | 1 марта 1903          | Партия Колорадо | [ комм. 12 ]                                                      | 18-й конституционный президент исп. 18° presidente constitucional                                                  | [ 94 ] [ 124 ] [ 125 ]  |
| 29 (II)   |                 | Хосе Пабло Торквато Батлье-и-Ордоньес (1856—1929) исп. José Pablo Torcuato Batlle y Ordóñez        | 1 марта 1903          | 1 марта 1907          | Партия Колорадо | [ комм. 12 ]                                                      | 19-й конституционный президент исп. 19° presidente constitucional                                                  | [ 126 ] [ 127 ] [ 128 ] |
| 30        |                 | Клаудио Антолин Вильиман Гонсалес (1861—1934) исп. Claudio Antolín Williman González               | 1 марта 1907          | 1 марта 1911          | Партия Колорадо | [ комм. 12 ]                                                      | 20-й конституционный президент исп. 20° presidente constitucional                                                  | [ 129 ] [ 130 ] [ 131 ] |
| 29 (III)  |                 | Хосе Пабло Торквато Батлье-и-Ордоньес (1856—1929) исп. José Pablo Torcuato Batlle y Ordóñez        | 1 марта 1911          | 1 марта 1915          | Партия Колорадо | [ комм. 12 ]                                                      | 21-й конституционный президент исп. 21° presidente constitucional                                                  | [ 126 ] [ 127 ] [ 128 ] |
| 31        |                 | Фелисиано Альберто Вьера Борхес (1872—1927) исп. Feliciano Alberto Viera Borges                    | 1 марта 1915          | 1 марта 1919          | Партия Колорадо | [ комм. 12 ]                                                      | 22-й конституционный президент исп. 22° presidente constitucional                                                  | [ 132 ] [ 133 ] [ 134 ] |

## Вторая конституция (1919—1933)
В 1913 году президент Хосе Батлье-и-Ордоньес предложил конституционную реформу, предусматривающую создание коллегиальной исполнительной системы швейцарского образца, которая станет называться colegiado. Являясь противником единоличного сильного президентства, он полагал, что коллективная исполнительная власть нивелирует диктаторские намерения политических лидеров. Его предложение встретило сопротивление в президентской партии и было отклонено в 1916 году, но Батлье-и-Ордоньес заключил соглашение с парламентской фракцией Национальной партии, позволившее вынести конституционный проект на референдум, состоявшийся 25 ноября 1917 года. Одобренная конституция вступила в силу в 1919 году, впервые установила прямые выборы президента, но ограничила его полномочия международными отношениями, национальной безопасностью и обороной. Иные исполнительные функции (социальные, экономические, подготовка бюджета) были переданы Национальному административному совету (исп. Consejo Nacional de Administración), воплотившему политический механизм коллегиального участия. Он состоял из девяти членов: шести от победившей партии и трёх от партии, показавшей второй результат.
Эта система хорошо работала в период экономического подъёма, но конфликты между президентом и colegiado сделали исполнительную власть неэффективной в борьбе с последующими кризисами и привели 31 марта 1933 года к президентскому «перевороту», когда Габриэль Терра приостановил действие конституции и созвал конституционную ассамблею для выработки нового основного закона.
|        | Портрет | Имя (годы жизни)                                                                | Полномочия   | Полномочия    | Партия          | Выборы       | Должность                                                         | Пр.                     |
| Начало | Портрет | Имя (годы жизни)                                                                | Окончание    |               | Партия          | Выборы       | Должность                                                         | Пр.                     |
| ------ | ------- | ------------------------------------------------------------------------------- | ------------ | ------------- | --------------- | ------------ | ----------------------------------------------------------------- | ----------------------- |
| 32     |         | Бальтасар Брум Родригес (1883—1933) исп. Baltasar Brum Rodrígues                | 1 марта 1919 | 1 марта 1923  | Партия Колорадо | [ комм. 38 ] | 23-й конституционный президент исп. 23° presidente constitucional | [ 137 ] [ 138 ] [ 139 ] |
| 33     |         | Хосе Серрато Бергеро (1868—1960) исп. José Serrato Bergeróo                     | 1 марта 1923 | 1 марта 1927  | Партия Колорадо | 1922         | 24-й конституционный президент исп. 24° presidente constitucional | [ 140 ] [ 141 ] [ 142 ] |
| 34     |         | Хуан Кампистеги Окскоби (1859—1937) исп. Juan Campisteguy Oxcoby                | 1 марта 1927 | 1 марта 1931  | Партия Колорадо | 1926         | 25-й конституционный президент исп. 25° presidente constitucional | [ 143 ] [ 144 ] [ 145 ] |
| 35 (I) |         | Хосе Луис Габриэль Терра Лейвас (1873—1942) исп. José Luis Gabriel Terra Leivas | 1 марта 1931 | 31 марта 1933 | Партия Колорадо | 1930         | 26-й конституционный президент исп. 26° presidente constitucional | [ 146 ] [ 147 ] [ 148 ] |

### Президенты Национального административного совета
Национальный административный совет (исп. Consejo Nacional de Administración) был частью исполнительной власти Уругвая в период с 1919 по 1933 годы. Вступившая в силу в 1919 году конституция разделила полномочия главы государства между президентом и этим коллегиальным органом в составе девяти членов (шести членов победившей партии и трёх членов партии, ставшей второй), избираемых всенародно на 6 лет и обновляемых на треть каждые два года (член совета не мог быть переизбран без перерыва в два года между прекращением своего пребывания в должности и выборами). Электоральная процедура могла быть отдельной или совмещена с парламентскими выборами. Президентом совета становился кандидат, получивший наибольшее число голосов на очередных двухлетних выборах.
|        | Портрет | Имя (годы жизни)                                                                            | Полномочия      | Полномочия      | Партия                      | Выборы       | Пр.                     |
| Начало | Портрет | Имя (годы жизни)                                                                            | Окончание       |                 | Партия                      | Выборы       | Пр.                     |
| ------ | ------- | ------------------------------------------------------------------------------------------- | --------------- | --------------- | --------------------------- | ------------ | ----------------------- |
| А      |         | Фелисиано Альберто Вьера Борхес (1872—1927) исп. Feliciano Alberto Viera Borges             | 1 марта 1919    | 1 марта 1921    | Радикальная партия Колорадо | [ комм. 41 ] | [ 132 ] [ 133 ] [ 134 ] |
| Б (1)  |         | Хосе Пабло Торквато Батлье-и-Ордоньес (1856—1929) исп. José Pablo Torcuato Batlle y Ordóñez | 1 марта 1921    | 1 марта 1923    | Партия Колорадо             | 1920         | [ 126 ] [ 127 ] [ 128 ] |
| В      |         | Хулио Мария Соса Дебрус (1879—1931) исп. Julio María Sosa Debrus                            | 1 марта 1923    | 1 марта 1925    | Партия Колорадо             | 1922         | [ 149 ]                 |
| Г      |         | Луис Альберто де Эррера Кеведо (1873—1959) исп. Luis Alberto de Herrera Quevedo             | 1 марта 1925    | 1 марта 1927    | Национальная партия         | 1925         | [ 151 ] [ 152 ] [ 153 ] |
| Б (2)  |         | Хосе Пабло Торквато Батлье-и-Ордоньес (1856—1929) исп. José Pablo Torcuato Batlle y Ordóñez | 1 марта 1927    | 16 февраля 1928 | Партия Колорадо             | 1926         | [ 126 ] [ 127 ] [ 128 ] |
| Д      |         | Луис Карлос Кавилья Бельини (1856—1929) исп. Luis Carlos Caviglia Bellini                   | 16 февраля 1928 | 1 марта 1929    | Партия Колорадо             | 1926         | [ 149 ]                 |
| Е      |         | Бальтасар Брум Родригес (1883—1933) исп. Baltasar Brum Rodrígues                            | 1 марта 1929    | 1 марта 1931    | Партия Колорадо             | 1928         | [ 137 ] [ 138 ] [ 139 ] |
| Ж      |         | Хуан Педро Фабини Бьянчи (1876—1962) исп. Juan Pedro Fabini Bianchi                         | 1 марта 1931    | 1 марта 1933    | Партия Колорадо             | 1930         | [ 149 ] [ 154 ]         |
| З      |         | Антонио Рубио Перес (1882—1953) исп. Antonio Rubio Pérez                                    | 1 марта 1933    | 31 марта 1933   | Партия Колорадо             | 1932         | [ 149 ]                 |

## Третья и четвёртая конституции (1933—1952)
31 марта 1933 года президент Габриэль Терра распустил Национальный административный совет и объявил о приостановке действия конституции. 25 июня 1933 года состоялись выборы, которая разработала третью конституцию, которая была одобрена на состоявшемся 19 апреля 1934 года референдуме. Конституция ликвидировала элементы коллегиального управления, одновременно был введён пост вице-президента (ранее при образовании президентской вакансии полномочия переходили к главе сената), установлены прямые совместные выборы президента и вице-президента (переходные положения сохранили за Торре занимаемый пост до 1938 года) и изменён порядок формирования сената (верхней палаты парламента): места в нём стали распределяться поровну между партиями, занявшими на выборах первые два места.
На прошедшем 27 марта 1938 года референдуме в конституцию были внесены изменения, допустившие создание в партиях отдельных фракций с правом выдвижения собственных кандидатур на посты президента и вице-президента (при определении победителей сначала определялась их общепартийная принадлежность, затем объявлялась победившая пара среди кандидатов от фракций этой партии).
21 февраля 1942 года президент Альфредо Бальдомир ввёл чрезвычайное положение и объявил о приостановке конституции. Созвав Государственный совет, включивший политических деятелей различных взглядов, он инициировал разработку четвёртой конституции, одобренной на референдуме, состоявшемся 29 ноября 1942 года, и отличающейся большей демократичностью. Так, для сената (верхней палаты парламента) была введена система партийного пропорционального представительства, впервые был установлен сохраняющийся в уругвайском праве принцип, гласящий: «положения настоящей конституции, признающие права отдельных лиц, а также положения, наделяющие государственные органы полномочиями и возлагающие на них обязанности, не перестают применяться из-за отсутствия соответствующего регулирования, а дополняются основами аналогичных законов, общими принципами права и общепринятыми доктринами», наконец, появилась возможность создания местных политических групп для участия в муниципальных выборах.
|             | Портрет         | Имя (годы жизни)                                                                             | Полномочия     | Полномочия      | Партия          | Выборы                    | Должность                                                         | Пр.                     |
| Начало      | Портрет         | Имя (годы жизни)                                                                             | Окончание      |                 | Партия          | Выборы                    | Должность                                                         | Пр.                     |
| ----------- | --------------- | -------------------------------------------------------------------------------------------- | -------------- | --------------- | --------------- | ------------------------- | ----------------------------------------------------------------- | ----------------------- |
| 35 (II—III) |                 | Хосе Луис Габриэль Терра Лейвас (1873—1942) исп. José Luis Gabriel Terra Leivas              | 31 марта 1933  | 18 мая 1934     | Партия Колорадо | [ комм. 44 ]              | президент де-факто                                                | [ 146 ] [ 147 ] [ 148 ] |
| 35 (II—III) | 18 мая 1934     | Хосе Луис Габриэль Терра Лейвас (1873—1942) исп. José Luis Gabriel Terra Leivas              | 19 июня 1938   | [ комм. 45 ]    | Партия Колорадо | президент исп. presidente |                                                                   | [ 146 ] [ 147 ] [ 148 ] |
| 36 (I—II)   |                 | Альфредо Бальдомир Феррари (1884—1948) исп. Alfredo Baldomir Ferrari                         | 19 июня 1938   | 21 февраля 1942 | Партия Колорадо | 1938                      | 27-й конституционный президент исп. 27° presidente constitucional | [ 160 ] [ 161 ] [ 162 ] |
| 36 (I—II)   | 21 февраля 1942 | Альфредо Бальдомир Феррари (1884—1948) исп. Alfredo Baldomir Ferrari                         | 1 марта 1943   | [ комм. 46 ]    | Партия Колорадо | президент де-факто        |                                                                   | [ 160 ] [ 161 ] [ 162 ] |
| 37          |                 | Хуан Хосе Хулиан де Амесага Ландарасо (1881—1956) исп. Juan José Julián de Amézaga Landaraso | 1 марта 1943   | 1 марта 1947    | Партия Колорадо | 1942                      | 28-й конституционный президент исп. 28° presidente constitucional | [ 163 ] [ 164 ] [ 165 ] |
| 38          |                 | Томас Беррета Гандольфо (1875—1947) исп. Tomás Berreta Gandolfo                              | 1 марта 1947   | 2 августа 1947  | Партия Колорадо | 1946                      | 29-й конституционный президент исп. 29° presidente constitucional | [ 166 ] [ 167 ] [ 168 ] |
| 39 (I)      |                 | Луис Конрадо Батлье Беррес (1897—1964) исп. Luis Conrado Batlle Berres                       | 2 августа 1947 | 1 марта 1951    | Партия Колорадо | [ комм. 48 ]              | 30-й конституционный президент исп. 30° presidente constitucional | [ 169 ] [ 170 ] [ 171 ] |
| 40 (I)      |                 | Андрес Мартинес Труэба (1884—1959) исп. Andrés Martínez Trueba                               | 1 марта 1951   | 1 марта 1952    | Партия Колорадо | 1950                      | 31-й конституционный президент исп. 31° presidente constitucional | [ 172 ] [ 173 ]         |

## Президенты Национальных правительственных советов (1952—1967)
На прошедшем 16 декабря 1951 года референдуме была одобрена пятая конституция, вступившая в силу 25 января 1952 года и заменившая пост президента коллегиальным Национальным правительственным советом (исп. Consejo Nacional de Gobierno) в составе 9 советников (исп. Consejero del Consejo Nacional de Gobierno), — шести членов победившей партии и трёх членов партии, ставшей второй, избираемых на 4 года без права немедленного переизбрания. На условиях ежегодной ротации совет возглавлял его президент (исп. Presidente del Consejo Nacional de Gobierno), в ротации участвовали представители от большинства в порядке убывания полученных ими голосов.
Национальная партия дважды, в 1958 и 1962 годах инициировала неудачные попытки вернуть президентскую форму правления, утверждая о неэффективности коллегиальной системы управления. С третьей попытки, на референдуме 1966 годаей это удалось.
|         | Портрет | Имя (годы жизни)                                                                      | Полномочия     | Полномочия     | Партия              | Выборы       | Коллегиальный орган                                     | Пр.                     |
| Начало  | Портрет | Имя (годы жизни)                                                                      | Окончание      |                | Партия              | Выборы       | Коллегиальный орган                                     | Пр.                     |
| ------- | ------- | ------------------------------------------------------------------------------------- | -------------- | -------------- | ------------------- | ------------ | ------------------------------------------------------- | ----------------------- |
| 40 (II) |         | Андрес Мартинес Труэба (1884—1959) исп. Andrés Martínez Trueba                        | 1 марта 1952   | 1 марта 1955   | Партия Колорадо     | [ комм. 49 ] | Национальный правительственный совет (первый состав)    | [ 172 ] [ 173 ]         |
| 39 (II) |         | Луис Конрадо Батлье Беррес (1897—1964) исп. Luis Conrado Batlle Berres                | 1 марта 1955   | 1 марта 1956   | Партия Колорадо     | 1954         | Национальный правительственный совет (второй состав)    | [ 169 ] [ 170 ] [ 171 ] |
| 41      |         | Альберто Фермин Субирия Уртиаге (1901—1971) исп. Alberto Fermín Zubiría Urtiague      | 1 марта 1956   | 1 марта 1957   | Партия Колорадо     | 1954         | Национальный правительственный совет (второй состав)    | [ 181 ]                 |
| 42      |         | Артуро Лесама Бахес (1899—1964) исп. Arturo Lezama Bagez                              | 1 марта 1957   | 1 марта 1958   | Партия Колорадо     | 1954         | Национальный правительственный совет (второй состав)    | [ 182 ]                 |
| 43      |         | Карлос Лоренсо Фишер Брусони (1903—1970) исп. Carlos Lorenzo Fischer Brusoni          | 1 марта 1958   | 1 марта 1959   | Партия Колорадо     | 1954         | Национальный правительственный совет (второй состав)    | [ 183 ]                 |
| 44      |         | Мартин Рекаредо Эчегоен Мачикоте (1891—1974) исп. Martín Recaredo Echegoyen Machicote | 1 марта 1959   | 1 марта 1960   | Национальная партия | 1958         | Национальный правительственный совет (третий состав)    | [ 184 ] [ 185 ]         |
| 45      |         | Бенито Нардоне Сетруло (1906—1964) исп. Benito Nardone Cetrulo                        | 1 марта 1960   | 1 марта 1961   | Национальная партия | 1958         | Национальный правительственный совет (третий состав)    | [ 186 ] [ 187 ] [ 188 ] |
| 46      |         | Эдуардо Виктор Аэдо (1901—1970) исп. Eduardo Víctor Haedo                             | 1 марта 1961   | 1 марта 1962   | Национальная партия | 1958         | Национальный правительственный совет (третий состав)    | [ 182 ] [ 189 ] [ 190 ] |
| 47      |         | Фаустино Аррисон Усос (1900—1963) исп. Faustino Harrison Usoz                         | 1 марта 1962   | 1 марта 1963   | Национальная партия | 1958         | Национальный правительственный совет (третий состав)    | [ 182 ]                 |
| 48      |         | Даниэль Фернандес Креспо (1901—1964) исп. Daniel Fernández Crespo                     | 1 марта 1963   | 1 марта 1964   | Национальная партия | 1962         | Национальный правительственный совет (четвёртый состав) | [ 191 ] [ 192 ] [ 193 ] |
| 49      |         | Луис Джаннаттасио Финочьетти (1894—1965) исп. Luis Giannattasio Finocchietti          | 1 марта 1964   | 7 февраля 1965 | Национальная партия | 1962         | Национальный правительственный совет (четвёртый состав) | [ 194 ]                 |
| 50      |         | Хорхе Вашингтон Бельтран Мульин (1914—2003) исп. Jorge Washington Beltrán Mullin      | 7 февраля 1965 | 1 марта 1966   | Национальная партия | 1962         | Национальный правительственный совет (четвёртый состав) | [ 195 ] [ 196 ]         |
| 51      |         | Альберто Эбер Ушер (1918—1981) исп. Alberto Héber Usher                               | 1 марта 1966   | 1 марта 1967   | Национальная партия | 1962         | Национальный правительственный совет (четвёртый состав) | [ 197 ]                 |

## Шестая конституция (с 1967)
На проведённом 27 ноября 1966 года референдуме была принята новая конституция, вступившая в силу 15 февраля 1967 года и восстановившая институт президентства и прямые выборы совместно номинируемых президента и вице-президента страны.
Усиление роли вооружённых сил в политической жизни Уругвая привело к заключению 12 февраля 1973 года между президентом Хуаном Марией Бордаберри и высшими офицерами соглашения, возлагавшего на вооружённые силы «миссию обеспечения безопасности национального развития» и установившего форму их участия в политико-административной деятельности через Совет национальной безопасности (СНБ) (исп. Consejo de Seguridad Nacional), чем был совершён переход к гражданско-военному правительству, когда формальное правление гражданских лиц определялось вооружёнными силами.
27 июня 1973 года президент Хуан Мария Бордаберри при поддержке вооружённых сил распустил парламент, приостановил действие конституции и принял на себя полноту власти, объявив о созданииГосударственного совета (исп. Consejo de Estado) с законодательными и административными функциями. В 1975 году Бордаберри в меморандуме изложил свою концепцию государственного устройства, опирающуюся на Совет нации, исполнительный орган, который не должен избираться всенародно: в него могли войти бывшие президенты, члены Верховного суда, деятели общенационального значения, командиры вооружённых сил. После назначения первоначального состава в будущем предлагалось его формировать путём кооптации (по выбору предшественников). Представляя концепцию военному командованию, Бордаберри обусловил своё пребывание на посту принятием его предложений, включая ликвидацию представительной демократии и осуществление национального суверенитета через плебисциты. В ответ совет высших офицеров в письме за подписью главнокомандующего армией предупредил Бордаберри об утрате им доверия и отзыве его поддержки и сообщил об оказании таковой вице-президенту Альберто Демичели.
Вступление 12 июня 1976 года Демичели на пост президента было юридически ничтожно и означало прямую военную диктатуру, как и последующее назначение военными на пост президента Апарисио Мендеса (в сентябре 1976 года) и Грегорио Альвареса (в октябре 1981 года). На прошедшем 30 ноября 1980 года референдуме проект новой конституции, подготовленный военными и поддержанный крупнейшими партиями, был отвергнут. На прошедших в 1982 году в «уполномоченных» партиях (Колорадо, Национальная и Гражданский союз) праймериз победу одержали противники диктатуры; их тайные консультации с военными сделали возможными проведение 25 ноября 1984 года демократических выборов, на которых победу одержал Хулио Мария Сангинетти, осуществивший как освобождение политических заключённых, так и обеспечивший принятие закона об амнистии причастных к диктатуре лиц (их судебное преследование возможно с разрешения исполнительной власти).
В восстановленную конституцию 1967 года четырежды вносились изменения: в 1989, 1994, 1996 и в 2004 годах. Если в первых двух случаях изменения касались социальных вопросов, а в последнем были урегулированы вопросы водопользования (важнейшего национального ресурса), то одобренные на прошедшем 8 декабря 1996 года референдуме изменения значительно модифицировали политическую систему (часто говорят о самостоятельной конституции 1997 года), в том числе были введены внутрипартийные выборы кандидатов на пост президента и установлены отличающиеся сроки проведения президентских, парламентских и муниципальных выборов.
|           | Портрет      | Имя (годы жизни)                                                                                      | Полномочия      | Полномочия      | Партия              | Выборы             | Должность | Пр.                     |
| Начало    | Портрет      | Имя (годы жизни)                                                                                      | Окончание       |                 | Партия              | Выборы             | Должность | Пр.                     |
| --------- | ------------ | --- | --------------- | --------------- | ------------------- | ------------------ | --- | ----------------------- |
| 52        |              | Оскар Диего Хестидо Посе (1901—1967) исп. Oscar Diego Gestido Pose                                    | 1 марта 1967    | 6 декабря 1967  | Партия Колорадо     | 1966               | 32-й конституционный президент исп. 32° presidente constitucional                                                                            | [ 208 ] [ 209 ] [ 210 ] |
| 53        |              | Хорхе Алехандро Пачеко Ареко (1920—1998) исп. Jorge Alejandro Pacheco Areco                           | 6 декабря 1967  | 1 марта 1972    | Партия Колорадо     | [ комм. 58 ]       | 33-й конституционный президент исп. 33° presidente constitucional                                                                            | [ 211 ] [ 212 ] [ 213 ] |
| 54 (I—II) |              | Хуан Мария Бордаберри Аросена (1928—2011) исп. Juan María Bordaberry Arocena                          | 1 марта 1972    | 27 июня 1973    | Партия Колорадо     | 1971               | 34-й конституционный президент исп. 34° presidente constitucional                                                                            | [ 214 ] [ 215 ] [ 216 ] |
| 54 (I—II) | 27 июня 1973 | Хуан Мария Бордаберри Аросена (1928—2011) исп. Juan María Bordaberry Arocena                          | 12 июня 1976    | [ комм. 60 ]    | Партия Колорадо     | президент де-факто | | [ 214 ] [ 215 ] [ 216 ] |
| 55        |              | Педро Альберто Демичели Лисасо (1896—1980) исп. Pedro Alberto Demicheli Lizaso                        | 12 июня 1976    | 1 сентября 1976 | Партия Колорадо     | президент де-факто | [ комм. 61 ] | [ 217 ] [ 218 ]         |
| 56        |              | Апарисио Мендес Манфредини (1904—1988) исп. Aparicio Méndez Manfredini                                | 1 сентября 1976 | 12 октября 1981 | Национальная партия | президент де-факто | [ комм. 61 ] | [ 219 ] [ 220 ] [ 221 ] |
| 57        |              | Грегорио Конрадо Альварес Армелино (1925—2016) исп. Gregorio Conrado Álvarez Armelino                 | 12 октября 1981 | 12 февраля 1985 | военный             | президент де-факто | [ комм. 61 ] | [ 222 ] [ 223 ] [ 224 ] |
| 58        |              | Рафаэль Хосе Аддиего Бруно (1923—2014) исп. Rafael José Addiego Bruno                                 | 12 февраля 1985 | 1 марта 1985    | независимый         | [ комм. 64 ]       | президент Верховного суда, исполняющий обязанности президента исп. presidente de la Suprema Corte de Justicia, designado presidente interino | [ 225 ] [ 226 ]         |
| 59 (I)    |              | Хулио Мария Сангинетти Койроло (1936—) исп. Julio María Sanguinetti Coirolo                           | 1 марта 1985    | 1 марта 1990    | Партия Колорадо     | 1984               | 35-й конституционный президент исп. 35° presidente constitucional                                                                            | [ 227 ] [ 228 ] [ 229 ] |
| 60        |              | Луис Альберто Лакалье де Эррера (1941—) исп. Luis Alberto Lacalle de Herrera                          | 1 марта 1990    | 1 марта 1995    | Национальная партия | 1989               | 36-й конституционный президент исп. 36° presidente constitucional                                                                            | [ 230 ] [ 231 ] [ 232 ] |
| 59 (II)   |              | Хулио Мария Сангинетти Койроло (1936—) исп. Julio María Sanguinetti Coirolo                           | 1 марта 1995    | 1 марта 2000    | Партия Колорадо     | 1994               | 37-й конституционный президент исп. 37° presidente constitucional                                                                            | [ 227 ] [ 228 ] [ 233 ] |
| 61        |              | Хорхе Луис Батлье Ибаньес (1927—2016) исп. Jorge Luis Batlle Ibáñez                                   | 1 марта 2000    | 1 марта 2005    | Партия Колорадо     | 1999               | 38-й конституционный президент исп. 38° presidente constitucional                                                                            | [ 234 ] [ 235 ] [ 236 ] |
| 62 (I)    |              | Табаре Рамон Васкес Росас (1940—2020) исп. Tabaré Ramón Vázquez Rosas                                 | 1 марта 2005    | 1 марта 2010    | Широкий фронт       | 2004               | 39-й конституционный президент исп. 39° presidente constitucional                                                                            | [ 237 ] [ 238 ] [ 239 ] |
| 63        |              | Хосе Альберто Мухика Кордано (1935—2025) исп. José Alberto Mujica Cordano                             | 1 марта 2010    | 1 марта 2015    | Широкий фронт       | 2009               | 40-й конституционный президент исп. 40° presidente constitucional                                                                            | [ 240 ] [ 241 ] [ 242 ] |
| 62 (II)   |              | Табаре Рамон Васкес Росас (1940—2020) исп. Tabaré Ramón Vázquez Rosas                                 | 1 марта 2015    | 1 марта 2020    | Широкий фронт       | 2014               | 41-й конституционный президент исп. 41° presidente constitucional                                                                            | [ 237 ] [ 238 ] [ 243 ] |
| 64        |              | Луис Альберто Алехандро Апарисио Лакалье Поу (1973—) исп. Luis Alberto Alejandro Aparicio Lacalle Pou | 1 марта 2020    | 1 марта 2025    | Национальная партия | 2019               | 42-й конституционный президент исп. 42° presidente constitucional                                                                            | [ 244 ] [ 245 ] [ 246 ] |
| 65        |              | Яманду Рамон Антонио Орси Мартинес (1967—) исп. Yamandú Ramón Antonio Orsi Martínez                   | 1 марта 2025    | действующий     | Широкий фронт       | 2024               | 43-й конституционный президент исп. 43° presidente constitucional                                                                            | [ 247 ] [ 248 ] [ 249 ] |